# ریتو کاریذال
ریتو کاریذال سریواستاوا دانشمند و مهندس هوافضای هندی است که در سازمان تحقیقات فضایی هند (ایسرو) فعالیت می‌کند. او معاون مدیر عملیات در مأموریت مدارگرد مریخ هند، مانگالیان بود. در ادای احترام به برتری او در مأموریت مانگالیان، یک فیلم بالیوودی به نام عملیات مریخ ساخته شد که در آن بازیگر هندی ویدیا بالان نقش او را ایفا کرد.

## اوایل زندگی و خانواده
کاریذال در لکهنو، اوتار پرادش متولد شد. او در یک خانواده طبقه متوسط که اهمیت زیادی برای آموزش قائل بودند، بزرگ شد. او در مدرسه سنت آنجانی در لکهنو تحصیل کرد. او دو برادر و دو خواهر دارد. کمبود منابع و نبود مؤسسات آموزشی و کلاس‌های تقویتی باعث شد که تنها بر انگیزه شخصی خود برای موفقیت تکیه کند. از کودکی علاقه زیادی به دانش فضایی داشت. او ساعت‌ها به آسمان شب خیره می‌شد و دربارهٔ فضای بیرونی فکر می‌کرد. به تغییر شکل و اندازه ماه توجه می‌کرد، ستارگان را مطالعه می‌کرد و می‌خواست بداند که چه چیزی در پس فضای تاریک نهفته است. در دوران نوجوانی، او شروع به جمع‌آوری بریده‌های روزنامه دربارهٔ فعالیت‌های فضایی کرد و فعالیت‌های ایسرو و ناسا را دنبال می‌کرد.
کاریذال مدرک کارشناسی خود را در رشته فیزیک از دانشگاه لکهنو دریافت کرد. او مدرک کارشناسی ارشد خود را در رشته فیزیک از دانشگاه لکهنو اخذ کرد و در مقطع دکتری در گروه فیزیک این دانشگاه ثبت‌نام کرد. بعدها، در همان گروه تدریس کرد. او به مدت شش ماه به‌عنوان پژوهشگر در دانشگاه لکهنو فعالیت داشت. سپس برای ادامه تحصیل در رشته مهندسی هوافضا وارد مؤسسه علوم هند در بنگلور شد.
در سال ۲۰۱۹، دانشگاه لکهنو مدرک دکترای افتخاری (دکترای علوم) را در مراسم فارغ‌التحصیلی سالانه خود به او اعطا کرد.

## حرفه
ریتو کاریذال از سال ۱۹۹۷ در سازمان تحقیقات فضایی هند (ایسرو) فعالیت می‌کند. او نقش کلیدی در توسعه مأموریت مدارگرد مریخ، مانگالیان داشت و مسئول طراحی و اجرای سیستم خودمختاری مدارگرد بود. همچنین، او معاون مدیر عملیات این مأموریت بود.
مانگالیان یکی از بزرگ‌ترین موفقیت‌های ایسرو بود. این مأموریت هند را به چهارمین کشور جهان تبدیل کرد که به مریخ رسید. این پروژه در مدت ۱۸ ماه و با هزینه‌ای بسیار کمتر از حد معمول، تنها با ۴۵۰ کرور روپیه، انجام شد. وظیفه کاریذال در این مأموریت طراحی و پیاده‌سازی سیستم خودمختاری مدارگرد بود که عملکرد ماهواره را در فضا کنترل و در صورت بروز اشکال، واکنش مناسب نشان می‌داد.
او به‌عنوان مدیر مأموریت چاندرایان-۲ فعالیت داشت.
در سال ۲۰۲۱، هم‌زمان با ریاست بریتانیا بر اجلاس گروه ۷، کاریذال توسط وزیر امور زنان و برابری بریتانیا، لیز تراس، به عضویت شورای مشورتی برابری جنسیتی (GEAC) که به ریاست سارا سندز تشکیل شد، منصوب گردید.
در سال ۲۰۲۳، هند مأموریت چاندرایان-۳ را برای فرود در قطب جنوب ماه راه‌اندازی کرد و موفق شد به‌عنوان اولین کشور، به‌طور نرم در قطب جنوب ماه فرود آید. ریتو کاریذال نیز در این مأموریت نقش مهمی ایفا کرد و در این موفقیت بزرگ برای هند سهیم بود.

## افتخارات
کاریذال در تاریخ ۲۴ ژانویه ۲۰۲۴، جایزه یوپی گوراو سمان را از یوگی آدیتیانات، سروزیر اوتار پرادش، دریافت کرد.
او در سال ۲۰۰۷ جایزه دانشمند جوان ایسرو را از دستان ابوبکر زین‌العابدین عبدالکلام، رئیس‌جمهور وقت هند، دریافت کرد.
کاریذال در سخنرانی‌های تد حضور یافته و دربارهٔ موفقیت مأموریت مدارگرد مریخ صحبت کرده است.
او همچنین از سوی دانشگاه لکهنو، دکترای افتخاری دریافت کرد. این عنوان افتخاری توسط فرماندار آناندی‌بن پاتل به او اعطا شد.